# 視網膜色素變性
視網膜色素變性（retinitis pigmentosa，RP）又称色素性视网膜炎，属于一种遺傳性視網膜失養症（inherited retinal dystrophy，IRD），是一种以进行性感光细胞及色素上皮功能丧失为共同表现的遗传性视网膜变性疾病，慢性神经炎症（neuroinflammation）是其进展的重要原因，最终可致失明。症状包括夜盲，周边视野缺损等，后者逐渐恶化，可能逐渐导致管视角（视野狭隘），完全失明不很常见。RP 一般发病于童年时期，并随时间逐步恶化。
RP 一般是遗传性的，可由相关超过 50 种基因任一变异引起，发病机制主要归于眼底视管细胞进行性缺失，一般也会引起视锥细胞缺失。RP 可通过视网膜上的黑色色素沉积诊断，也可通过其他测试支持，如视网膜电流图，视野测试，基因测试等。
目前没有治疗 RP 的有效方法，患者一般使用弱视辅助，移动可见光或者方位与移动训练。维生素 A 可有效减慢病程，病情严重者可考虑使用视觉假体。RP 发病率约为 1/4000。

## 症状
初期普遍的病徵是夜盲、視野變窄。视管细胞，负责弱光线环境视力，分布于视网膜周边，在非综合症情况下首先被影响。视力退化很快发展到周边视野，最终影响到中心视野，导致管视角。视锥细胞负责彩色视觉，视力以及中心视野，伴随着视锥细胞受体异常，视力与彩色视觉也会逐渐受损。病程发展一般双眼对称，左右两眼症状发展基本同步。
视管细胞受体退化，以及随后的视锥细胞退化，也会有其他间接症状，可做为 RP 的特征。这些症状包括畏光（把光感知为强烈的眩光），光幻觉（视野中有闪光，眩光等），常出现在RP的后期阶段。与RP相关的发现通常被称为眼底“眼科三联征”， 包括：（1）视网膜色素上皮（RPE）骨针形成，呈斑点状，（2）视神经呈蜡状，以及（3）视网膜血管变薄等。
无综合症 RP 常有以下症状：
- 夜盲
- 管视野（源于周边视野缺损）
- 格子视觉（源于周边视野缺损）
- 深度感知缺失
- 光幻觉：闪光，旋光等
- 畏光：把光感知为强烈的眩光
- 眼底骨针形成
- 从明到暗以及从暗到明，光适应慢
- 视力模糊
- 色弱
- 中心视野缺失
- 最终失明

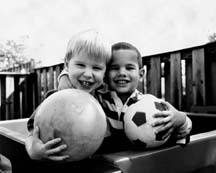
正常人眼睛所見（兩圖片由美國國家衛生院提供）
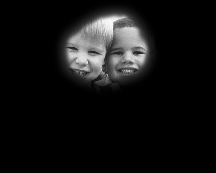
患者眼睛所見

## 成因
視網膜是位在眼球底部內壁，一片有多層感光細胞的組織，如數位相機的CCD的功能一般，視網膜能接收外界的景物，再傳送視覺訊號至腦部。RP的普遍特徵是主要構成視網膜的視錐細胞、視桿細胞退化，並同時出現不正常的色素凝塊。視錐細胞退化會逐漸影響中央視覺、辨色能力，視桿細胞退化會造成失去周邊視覺、夜間視物困難。RP的特色是因為中央和周圍的視覺退化，而只能看見前方如管狀範圍的「管狀視野」。
大部份罹患RP的病人的病情會逐步惡化，為期數年到數十年。白天陽光太強要戴可吸收所有藍、紫和紫外光輻射的太陽眼鏡，以保護病人脆弱的視網膜；夜晚由於病人的視桿細胞退化，需要比一般人更長的時間，才能適應黑暗的環境。種種類型的RP存在很大差異，有些較容易診斷，有些較困難。

## 诊断
一般而言，初期的RP最難診斷，有些情況看似RP，然而郤不是。 能夠最有效地驗出RP的方法，是視網膜電流圖〔electroretinogram，ERG〕，是一種用電流測試視網膜細胞反應的方法。這種方法可以在出現明顯臨床症狀之前，就能得知視錐細胞和視桿細胞的病變。或用視野測驗去量度周邊視覺和視野範圍，可以知道視網膜的精確功能。
當被懷疑是RP時，病人應由一位熟悉視網膜退化的眼科醫生作全面檢查。

## 治療
2013年，第一款視網膜假體Argus II通過歐盟政府批准，將視網膜假體植入眼底，可以恢復部分視網膜色素變性(RP)病人受損的光感細胞(photoreceptors)。該產品通過向視網膜提供電極刺激，使視網膜色素變性的病人能夠“感知”到物體。
健康眼睛的視網膜感光細胞（視杆和視錐細胞）可以將接收到的光轉化成微小的電脈衝，電脈衝通過視神經傳送到大腦後，在大腦中被解碼成圖像。視網膜色素病變病人的感官細胞無法正常工作，導致上述成像過程的第一步無法進行。
Argus II的設計使病人不需要通過受損的感光細胞接受光。病人頭戴一副特製的眼鏡，眼鏡中間裝有迷你的攝影機用力捕獲物體的影像。攝影機拍攝的視頻發送到一個患者攜帶的小型電腦中(video processing unit – VPU) ，電腦再將視屏信號轉換成指令通過電纜發送回患者佩戴的眼鏡中，眼鏡再通過無線傳輸，將信號傳送到病人植入的天線中，再由天線傳送信號到眼底的電極陣列。電極陣列收到信號後，可以發送小的電脈衝，這些脈衝可以繞過患者受損的感光細胞，轉而刺激視網膜中尚未受損的細胞，並讓這些好的細胞通過視神經傳輸資訊到大腦。整個過程中，產品可以説明患者感受到具有一定模式的帶光的影像模式，患者通過學習這些影像模式的意義，理解物體的形狀。